# Проблема обрізаної шахівниці
|   | a                                     | b                                     | c                                     | d                                     | e                                     | f                                     | g                                     | h                                     |   |
| 8 | h8 чорний хрестик · a1 чорний хрестик | h8 чорний хрестик · a1 чорний хрестик | h8 чорний хрестик · a1 чорний хрестик | h8 чорний хрестик · a1 чорний хрестик | h8 чорний хрестик · a1 чорний хрестик | h8 чорний хрестик · a1 чорний хрестик | h8 чорний хрестик · a1 чорний хрестик | h8 чорний хрестик · a1 чорний хрестик | 8 |
| 7 | h8 чорний хрестик · a1 чорний хрестик | h8 чорний хрестик · a1 чорний хрестик | h8 чорний хрестик · a1 чорний хрестик | h8 чорний хрестик · a1 чорний хрестик | h8 чорний хрестик · a1 чорний хрестик | h8 чорний хрестик · a1 чорний хрестик | h8 чорний хрестик · a1 чорний хрестик | h8 чорний хрестик · a1 чорний хрестик | 7 |
| 6 | h8 чорний хрестик · a1 чорний хрестик | h8 чорний хрестик · a1 чорний хрестик | h8 чорний хрестик · a1 чорний хрестик | h8 чорний хрестик · a1 чорний хрестик | h8 чорний хрестик · a1 чорний хрестик | h8 чорний хрестик · a1 чорний хрестик | h8 чорний хрестик · a1 чорний хрестик | h8 чорний хрестик · a1 чорний хрестик | 6 |
| 5 | h8 чорний хрестик · a1 чорний хрестик | h8 чорний хрестик · a1 чорний хрестик | h8 чорний хрестик · a1 чорний хрестик | h8 чорний хрестик · a1 чорний хрестик | h8 чорний хрестик · a1 чорний хрестик | h8 чорний хрестик · a1 чорний хрестик | h8 чорний хрестик · a1 чорний хрестик | h8 чорний хрестик · a1 чорний хрестик | 5 |
| 4 | h8 чорний хрестик · a1 чорний хрестик | h8 чорний хрестик · a1 чорний хрестик | h8 чорний хрестик · a1 чорний хрестик | h8 чорний хрестик · a1 чорний хрестик | h8 чорний хрестик · a1 чорний хрестик | h8 чорний хрестик · a1 чорний хрестик | h8 чорний хрестик · a1 чорний хрестик | h8 чорний хрестик · a1 чорний хрестик | 4 |
| 3 | h8 чорний хрестик · a1 чорний хрестик | h8 чорний хрестик · a1 чорний хрестик | h8 чорний хрестик · a1 чорний хрестик | h8 чорний хрестик · a1 чорний хрестик | h8 чорний хрестик · a1 чорний хрестик | h8 чорний хрестик · a1 чорний хрестик | h8 чорний хрестик · a1 чорний хрестик | h8 чорний хрестик · a1 чорний хрестик | 3 |
| 2 | h8 чорний хрестик · a1 чорний хрестик | h8 чорний хрестик · a1 чорний хрестик | h8 чорний хрестик · a1 чорний хрестик | h8 чорний хрестик · a1 чорний хрестик | h8 чорний хрестик · a1 чорний хрестик | h8 чорний хрестик · a1 чорний хрестик | h8 чорний хрестик · a1 чорний хрестик | h8 чорний хрестик · a1 чорний хрестик | 2 |
| 1 | h8 чорний хрестик · a1 чорний хрестик | h8 чорний хрестик · a1 чорний хрестик | h8 чорний хрестик · a1 чорний хрестик | h8 чорний хрестик · a1 чорний хрестик | h8 чорний хрестик · a1 чорний хрестик | h8 чорний хрестик · a1 чорний хрестик | h8 чорний хрестик · a1 чорний хрестик | h8 чорний хрестик · a1 чорний хрестик | 1 |
|   | a                                     | b                                     | c                                     | d                                     | e                                     | f                                     | g                                     | h                                     |   |

Проблема обрізаної шахівниці — це складальна головоломка, запропонована філософом Максом Блеком у книзі Critical Thinking (1946). Пізніше цієї проблеми торкалися Соломон Голомб (1954), Гамов та Штерн, (1958) та Мартін Гарднер в його колонці «Математичні ігри» в Scientific American. Проблема формулюється таким чином:
Припустімо, зі стандартної (8x8) шахівниці видалили дві клітинки в діагонально протилежних кутах, і залишилось 62 клітинки. Чи можливо розмістити 31 доміно розміром 2x1 так, щоб покрити всі ці клітинки?
Більшість розмірковувань над цією проблемою надають рішення «в концептуальному сенсі» без доказів. Джон МакКарті запропонував її як складну проблему для автоматичних доказових систем. Насправді рішення цієї проблеми з використанням резолютивної системи виходу надзвичайно важке.

## Рішення
Головоломку неможливо закінчити. Доміно, покладене на шахівницю, завжди покриє одну білу і одну чорну клітинку. Отже, набір доміно, розташований на шахівниці, покриє однакову кількість клітинок кожного кольору. Якщо з шахівниці забрати дві білі клітинки, то залишиться 30 білих клітинок та 32 чорних клітинки, тому закрити всі клітинки, що залишились, неможливо. Якщо з шахівниці забрати дві білі клітинки, то залишиться 30 чорних клітинок та 32 білих клітинки, і ситуація та сама.

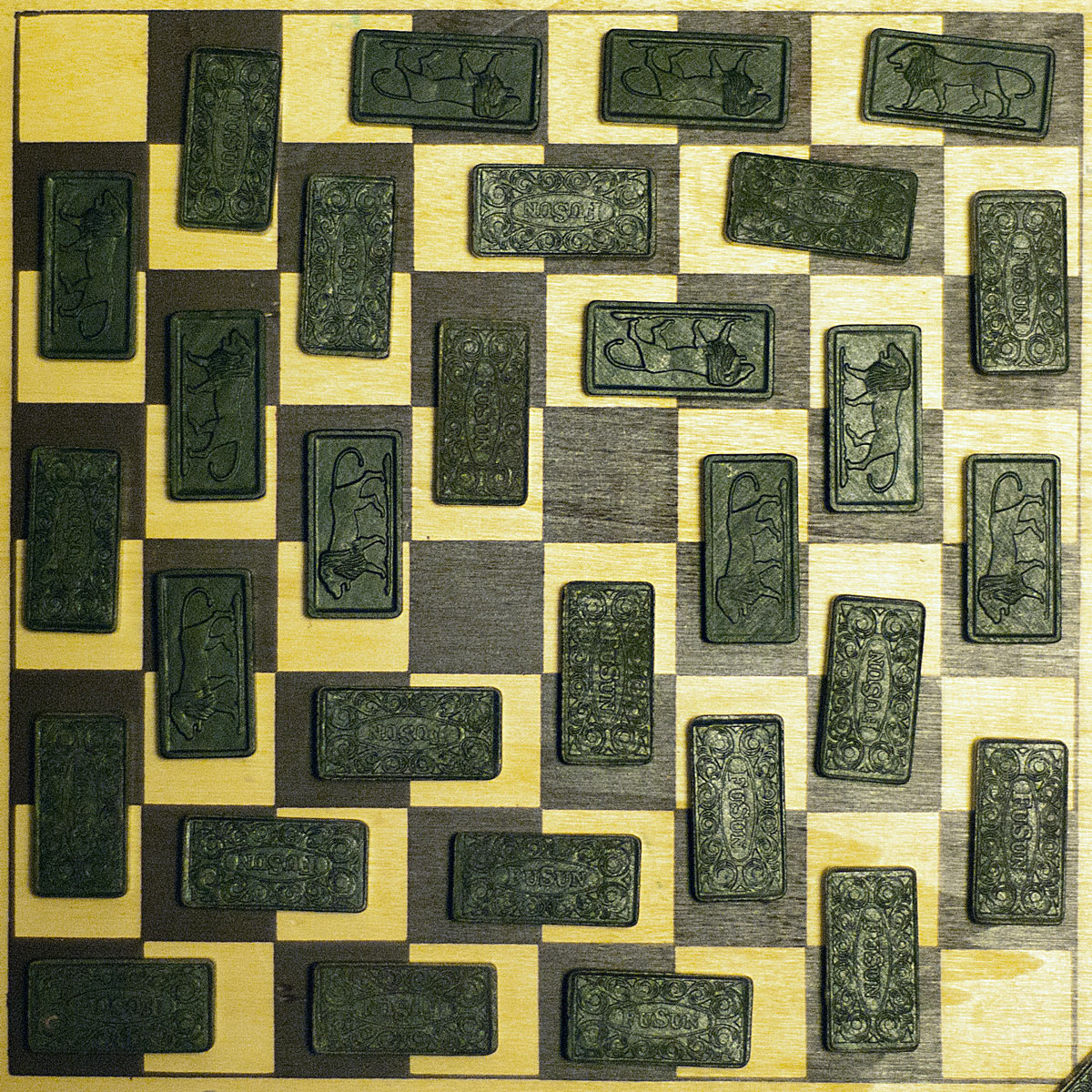
Приклад проблеми шахівниці, що показує пусті клітинки

## Теорема Гоморі
Доказ тої самої неможливості показує, що не існує ніякого складання доміно, коли будь-які дві білі (або чорні) клітинки видалені з шахівниці. Однак, якщо видалені дві клітинки різних кольорів, то завжди можливо заповнити доміно клітинки, що залишились на шахівниці; цей наслідок називається теорема Гоморі, на честь математика Ральфа Гоморі, чий доказ був опублікований в 1973 році. Теорема Гоморі була доведена з використанням гамільтонового циклу графу-решітки, сформованого клітинками шахівниці; видалення двох клітинок різних кольорів розриває цей цикл на два шляхи з рівною кількістю клітинок кожен та які дуже легко поділити на доміно.